# Tommy Hilfiger
Pour l’article homonyme, voir Tommy Hilfiger (entreprise).

Logotype de la marque.

Thomas Jacob Hilfiger, né le 24 mars 1951 à Elmira (État de New York), est un styliste américain, créateur éponyme de la marque de prêt-à-porter Tommy Hilfiger.

## Biographie
Tommy Hilfiger, second d’une famille de neuf enfants, a grandi dans une famille catholique irlandaise. Il a fait ses études secondaires à l’Académie libre d'Elmira. Plutôt que de poursuivre ses études, il commence à travailler dans la distribution à l'âge de 18 ans. Tommy Hilfiger se rend dans la ville de New York pour dénicher des jeans et des pantalons patte d'éléphant, qu’il personnalise et revend dans une petite boutique du centre d’Elmira, appelée Brown's. Un peu plus tard, il ouvre un peu plus loin dans le même quartier sa propre boutique, nommée The people's place. Bien que la boutique, qui propose régulièrement des animations et des concours de DJ, soit très fréquentée par la jeunesse, les gens y viennent plus pour se retrouver que pour y faire des achats.
Au fil du temps, de nombreux magasins du centre-ville d’Elmira doivent fermer, les gens préférant aller faire leur shopping dans le nouveau centre commercial Arnot Mall à Horeheards, État de New York. Il ne faut pas longtemps pour que The People's Place connaisse le même sort. Après sept ans d’existence, The People's Place fait faillite alors que Tommy Hilfiger n'a que 25 ans. Depuis, l'emplacement d'origine du magasin a été démoli et remplacé par la First Arena, qui accueille l’équipe de hockey d’Elmira.
Pendant cette période, Tommy Hilfiger est passé de la personnalisation au design des vêtements qu’il vendait dans le reste de ses dix boutiques, situées au nord de l’État de New York. Il décide d’emménager dans la ville de New York avec sa femme Susie. On lui propose le poste d’assistant designer chez Calvin Klein et chez Perry Ellis mais, bien qu’il soit à court d'argent, il décide de refuser ces offres.
En 1984, il fonde la Tommy Hilfiger Corporation (NYSE : THB), qui entre en Bourse en 1992, et il développe sa signature comme styliste dans une collection de vêtements pour homme.
En 1995, il reçoit le prix du Designer Homme de l’année.
Dès 2004, la société compte 5 400 employés et réalise un chiffre d’affaires de plus de 1,8 milliard de dollars. Tommy Hilfiger a été élu « designer homme » de l’année par le Council of Fashion Designers of America en 1995. En août 2005, Tommy Hilfiger annonce qu’il met sa société en vente. Avant la fin de l’année, elle est rachetée par Apax Partners pour 1,6 milliard de dollars, soit 16,80 $ par action, payé comptant.
En 2005, l'émission de télé-réalité sur CBS TV The Cut retrace l’histoire de seize candidats, devenus stylistes chez Tommy Hilfiger, à la façon dont cela avait été fait dans l’apprenti, The Apprentice, chez Donald Trump. Le vainqueur choisi par Tommy Hilfiger est Chris Cortez.
La marque est consacrée en 2008. Citée dans le numéro annuel WWD 100 du magazine Women's Wear Daily, la marque Tommy Hilfiger est considérée comme l’une des marques « tendance » de qualité les plus connues dans le monde. Le fondateur et principal designer de la griffe, Thomas Hilfiger, figure en tête de la liste des 10 meilleurs designers.
Tommy Hilfiger épouse le 13 décembre 2008 Deniz Carolina (Dee) Erbuğ, femme d'origine turque, et ex-épouse du champion de tennis italien Gianni Ocleppo. Il a quatre enfants. Sa fille Ally a participé à l’émission de téléréalité de MTV Rich Girls. Son fils Richard, sous le pseudonyme de Rich Hil, est notamment connu pour quatre morceaux de musique réalisés en featuring avec le rappeur Kid Cudi.
En 2020, Hilfiger a vendu son domaine de 22,4 acres à Greenwich, dans le Connecticut, pour 47,5 millions de dollars.

## Partenariats
- Carla Bruni et Tommy Hilfiger se sont associés contre le cancer du sein en créant un sac en édition limitée pour soutenir le Breast Health Institute[7].
- Tommy Hilfiger a créé une collection limitée inspirée par le style de Thierry Henry, au profit de la fondation The One 4 All foundation[8].
- La marque Tommy Hilfiger a sponsorisé plusieurs écuries de Formule 1 dont le Team Lotus au début et au milieu des années 1990 et Ferrari au début des années 2000.
- Tommy Hilfiger a créé en 2017 une collaboration avec la célèbre mannequin Gigi Hadid nommée TommyXGigi
- L'année 2018 voit le retour de la marque Tommy Hilfiger comme sponsor en Formule 1 pour la 69e édition du championnat du monde de Formule 1, elle remplace la Marque Hugo Boss au sein de l’écurie Mercedes Grand Prix (Mercedes AMG Petronas Formula One Team)[9]. En mars 2018, la marque annonce que Lewis Hamilton est la nouvelle égérie de sa collection homme[10].

## Lignes de produits
- H by Tommy Hilfiger, une ligne haut-de-gamme vendue dans les boutiques de la marque.
- Tommy Jeans, une ligne vestimentaire autour des jeans, dans un style rock 'n roll et bohème.
- Red Label, une ligne de produits denim, dont des jeans, t-shirts et sweatshirts.
- Tommy Hilfiger, la ligne vestimentaire de la marque, vendue dans les grands magasins et dans les enseignes de la marque.
- Tommy Hilfiger Eyeglasses and Sunglasses, ligne de lunettes tendance de vue ou solaire.
- Tommy Hilfiger Sailing, lancée au printemps 2007.
- Tommy Hilfiger Sport, une ligne ancienne de produits lancée dans les années 1990 et qui capitalise sur la popularité de la marque dans les zones urbaines.
- Tommy Hilfiger equestrian, une ligne d’équipement et de vêtements dédiés au domaine de l’équitation.
- Tommy Hilfiger Watches, une ligne de montres design.
- True Star, un parfum créé par Hilfiger et dont l'égérie est Beyoncé Knowles.

## Vie personnelle
Hilfiger épouse Susan Cirona en 1980. Le couple a quatre enfants : un fils et trois filles. Ils divorcent en 2000.
Le 12 décembre 2008, il épouse Dee Ocleppo, avec qui il a un fils né en 2009.